# Jofrito
Jofrito es una localidad del municipio del estado de Querétaro, México, adscrito a la delegación de Santa Rosa Jáuregui. La localidad se encuentra a una altitud de 2060 m s. n. m.

## Geografía
Jofrito pertenece al Municipio de Querétaro, capital de estado homónimo. Se encuentra a 30.4 km (en dirección sur por la carretera 57) de la ciudad Santiago de Querétaro. 

## Población
La población de Jofrito de acuerdo al censo de 2010 era de 1729 habitantes. En 2020, la cifra ascendió a 2422.
En Jofrito se distinguen su avenida principal y su iglesia al centro, sus concurridos negocios los domingos después de su habituales misas. La principal tradición del pueblo se palpa en sus festividades de Semana Santa y en su fiesta parroquial en diciembre.

## Medios de comunicación
En Jofrito hay sistemas de televisión satelital de las empresas Dish México y SKY México, además de televisión por cable, telefonía e Internet de la empresa Megacable, igualmente de telefonía de la empresa Telmex.
La telefonía móvil la predominan las empresas Telcel, Movistar, Unefón y AT&T México.

## Educación
En la localidad se encuentran disponibles 4 niveles de educación, los cuales son: Preescolar, Primaria, Secundaria y Bachillerato (Colegio de Bachilleres del Estado de Querétaro, Plantel 9, Extensión Jofrito).
Aunque hay estas escolaridades, hay 102 analfabetos de 15 y más años, 7 de los jóvenes entre 6 y 14 años no asisten a la escuela.
De la población a partir de los 15 años: 128 no tienen ninguna escolaridad, 382 tienen una escolaridad incompleta. 354 tienen una escolaridad básica y 102 cuentan con una educación post básica.
Un total de 53 de la generación de jóvenes entre 15 y 24 años de edad han asistido a la escuela, la mediana escolaridad entre la población es de 7 años.

## Religión
La religión predominante es la católica, cuyo patrono es San Juan Diego, al cual se le acostumbra hacer su fiesta patronal el día 9 de Diciembre.
Aunque San Juan Diego es el santo patrono de la localidad y tradicionalmente se conmemora el 9 de diciembre la fiesta patronal suele celebrarse el día 12 de diciembre con la festividad de Nuestra Señora de Guadalupe.